# 梅澤淳稔
梅澤淳稔（日语：／ Umezawa Atsutoshi，1960年2月21日—），日本男性動畫演出家、動畫導演、前動畫製作人。出身於東京都荒川區。

## 來歷
梅澤淳稔以成為電影導演為目標從橫濱電影傳播專門學院（現日本電影大學）畢業後，與同學芝田浩樹等人一起成為東映動畫的實習生。完成訓練後，他加入東映動畫並擔任《帕塔利洛》等作品的演出助手。1983年，他以《伏魔小旋風》（第15話）作為演出家首次亮相。之後，他又編導了《北斗神拳》、《甜蜜小天使 (1988年版)》等作品。
1991年，他以《金肉人 金肉星王位爭奪篇》首次擔任系列導演（＝導演）。除了該作品外，他還以SD（系列導演）身份參與製作了《GS美神》、《近所物語》、《神風怪盜貞德》等作品。
2003年成為製作人，參與製作了《鼻毛真拳》、《數碼寶貝拯救隊》等作品。2009年，他接替了負責朝日放送製作星期日早上8時30分動畫的鷲尾天，開始製作該時段的動畫，擔任《光之美少女》的製作人4年。
2015年6月1日任生產總部生產管理部部長。曾任企劃銷售總部電視策劃部代理與電影室長、劇本室室長等職務。他也在《美少女戰士Crystal》之後退出了製作。2018年6月27日，他被任命為執行長。
他於2020年2月退休，但仍繼續在公司工作，並擔任新IP研發團隊「PEROs」的執行長。2025年3月，他宣布將在東映動畫工作44年後退休，並計劃繼續以自由工作者的身分工作。

## 逸事
- 1985年，他說他想成為像希區考克或查普曼（英语：Michael Chapman (cinematographer)）等過去的偉大電影導演那樣的導演（見#參考文獻）。
- 大約在同一時間，他說他想「製作一部音樂劇風格的動畫」（同上）。

## 參加作品

### 電視動畫
1983年
- 伏魔小旋風（演出）

1984年
- 北斗神拳（—1987年，演出）

1988年
- 甜蜜小天使 (1988年版)（—1989年，演出）
- 變形金剛：超神 Master Force（—1989年，演出）

1990年
- 夠了！阿太郎 (1990年版)（日语：もーれつア太郎）（演出）

1991年
- 金肉人 金肉星王位爭奪篇（—1992年，系列導演）
- 金魚注意報（—1992年，演出）

1993年
- GS美神（—1994年，系列導演）

1994年
- 橘子醬男孩（—1995年，演出）

1995年
- 近所物語（—1996年，系列導演）

1997年
- 金田一少年之事件簿（—2000年，演出）

1999年
- 神風怪盜貞德（—2000年，系列導演）

2000年
- 數碼寶貝大冒險02（—2001年，演出）

2001年
- 數碼寶貝03馴獸師之王（—2002年，演出）

2002年
- 數碼寶貝04無限地帶（—2003年，演出）

2003年
- 鼻毛真拳（—2004年，製作人）

2005年
- 數碼寶貝X進化（製作人）
- ONE PIECE（—2007年，企劃）

2006年
- 怪 ～ayakashi～（製作人）
- 數碼寶貝拯救隊（—2007年，製作人）

2007年
- 太極千字文（企劃）
- 物怪（製作人、分鏡）

2008年
- 墓場鬼太郎（製作人）

2009年
- Fresh 光之美少女！（—2010年，製作人）

2010年
- Heartcatch 光之美少女！（—2011年，製作人）

2011年
- Suite 光之美少女♪（—2012年，製作人）

2012年
- Smile 光之美少女！（—2013年，製作人）

2013年
- 聖鬥士星矢Ω（—2014年，製作人）

2023年
- 逃走中 THE GREAT MISSION（監製）

### 電影動畫
1986年
- 劇場版 北斗神拳（助理導演）

1994年
- 劇場版 GS美神（導演）

2005年
- ONE PIECE：祭典男爵與神祕島（企劃）

2006年
- ONE PIECE：機關城的機械巨兵（企劃）

2007年
- 馬西利特博士 阿巴蕾（企劃）
- 劇場版 Yes！光之美少女5：鏡之國的奇蹟大冒險！（企劃）

2008年
- 劇場版 Yes！光之美少女5GoGo！甜點王國歡樂的生日聚會♪（企劃）

2009年
- 劇場版 光之美少女 All Stars DX：大家都是朋友☆奇蹟的全員大集合！（企劃協力）
- 劇場版 Fresh 光之美少女！玩具王國有很多秘密!?（企劃）

2010年
- 劇場版 光之美少女 All Stars DX2：希望之光☆守護彩虹寶石！（企劃協力）
- 劇場版 Heartcatch 光之美少女：超級時尚秀在花之都…真的嗎!?（企劃協力）

2011年
- 劇場版 光之美少女 All Stars DX3：傳達到未來！連結世界☆彩虹之花！（企劃協力）
- 劇場版 Suite 光之美少女♪：奪取回來！連結心中的奇蹟旋律♪（企劃）

2012年
- 劇場版 光之美少女 All Stars New Stage：未來的朋友（企劃）
- 劇場版 Smile 光之美少女！兒童圖畫書裡的世界都不協調！（企劃）

2015年
- 七龍珠Z：復活的「F」（執行製作人）

### OVA
1987年
- 花之飛鳥組！新歌舞伎町物語（日语：花のあすか組!#OVA1）（導演）

1988年
- 雷諾尼都紀事 屠龍傳說（導演）
- 遠山櫻宇宙帖 那傢伙的名字叫哥魯德（日语：遠山桜宇宙帖 奴の名はゴールド）（導演[7]）

1990年
- 花之飛鳥組！2 孤獨的貓大逃殺（日语：花のあすか組!#OVA2）（導演）

### 網路動畫
2014年
- 美少女戰士Crystal（執行製作人）

2021年
- 實驗映像URVAN（企劃、導演、分鏡[5]）

### 其它動畫
1983年
- 世界名作童話 漫畫系列（日语：世界名作童話 まんがシリーズ）（導演[8]）
  - 小紅帽

### 遊戲
2000年
- 北斗神拳 世紀末救世主傳說（日语：北斗の拳 世紀末救世主伝説）（音響監督）

### 真人電影
2022年
- 霸權動畫！（動畫監修）

## 相關項目
- 東映動畫
- 日本動畫師列表（日语：アニメ関係者一覧）

## 外部連結
- 梅澤淳稔的X（前Twitter） （日語）